# جون بروكس (مغني)
جون بروكس هو مغني وكاتب أغاني كندي، ولد في 17 أغسطس 1968 في King City, Ontario ‏ في كندا.

## وصلات خارجية
- الموقع الرسمي
- جون بروكس على موقع ميوزك برينز (الإنجليزية)